# Kroksjön (Dorotea socken, Lappland)
Kroksjön är en sjö i Dorotea kommun i Lappland och ingår i Ångermanälvens huvudavrinningsområde. Sjön har en area på 0,328 kvadratkilometer och ligger 402,7 meter över havet. Sjön avvattnas av vattendraget Kroksjöbäcken.

## Delavrinningsområde
Kroksjön ingår i det delavrinningsområde (716064-149933) som SMHI kallar för Utloppet av Kroksjön. Medelhöjden är 421 meter över havet och ytan är 3,44 kvadratkilometer. Det finns ett avrinningsområde uppströms, och räknas det in blir den ackumulerade arean 18,69 kvadratkilometer. Kroksjöbäcken som avvattnar avrinningsområdet har biflödesordning 4, vilket innebär att vattnet flödar genom totalt 4 vattendrag innan det når havet efter 253 kilometer. Avrinningsområdet består mestadels av skog (68 procent) och sankmarker (11 procent). Avrinningsområdet har 0,32 kvadratkilometer vattenytor vilket ger det en sjöprocent på 9,4 procent.